# ناحیه الیگانی، شهرستان سامرست، پنسیلوانیا
شهرستان الیگانی، بخش سامرست، پنسیلوانیا (به انگلیسی: Allegheny Township, Somerset County, Pennsylvania) یک منطقهٔ مسکونی در ایالات متحده آمریکا است که در پنسیلوانیا واقع شده‌است.

## خصوصیات
شهرستان الیگانی ۶۵۴ نفر جمعیت دارد.